# Shaun Maloney
Shaun Richard Maloney (Miri, 24 de janeiro de 1983) é um futebolista escocês nascido na Malásia que atua como meia. Atualmente, joga pelo Hull City.